# Intérieur d'une prison
L’intérieur d’une prison est une huile sur toile peinte par Francisco de Goya (1746–1828) entre 1793 et 1794. La scène est baignée dans une lumière froide et sombre évoquant le purgatoire.

## Présentation
C’est une des toiles que l’artiste a réalisé sur les asiles de fous, avec L'Enclos des fous (1793-1794) et la Maison de fous (1812-1813). Ces tableaux sont significatifs d’une époque où les asiles d’aliénés étaient des « trous dans la surface sociales, de petites décharges où les psychotiques pouvaient être jetés sans la moindre tentative de découvrir ou de traiter leur folie » Goya eut souvent peur pour sa propre santé, point que soulignent ces travaux qui reflètent ses angoisses.